# 다파옹
다파옹(Dapaong)은 토고 사반 주의 주도로, 로메(토고의 수도)에서 북쪽으로 638km 정도 떨어진 곳에 위치하며 부르키나파소와 국경을 접하는 지점 근처에 위치한다.